# Benedetto Bonazzi
Benedetto Bonazzi (Marigliano, 12 ottobre 1840 – Benevento, 23 aprile 1915) è stato un arcivescovo cattolico e grecista italiano, autore di un importante Dizionario greco-italiano.

## Biografia
Figlio del conte Nicola, barone di San Nicandro, e di Adelaide Sorrentino, dei baroni di Pomigliano. Secondogenito di sei figli, fu introdotto, all'età di sette anni, nel monastero benedettino della abbazia della Santissima Trinità di Cava de' Tirreni e ivi, il 6 novembre 1849, entrò a far parte della comunità claustrale. Studiò presso la scuola della Santissima Trinità di Cava de' Tirreni e fu professo nel noviziato di Montecassino il 15 agosto 1859.
Si specializzò nello studio dei classici greci e latini. Il 19 dicembre 1863 fu ordinato sacerdote a Napoli dal vescovo Tommaso Michele Salzano. Gli studi lo portarono a laurearsi in Lettere il 12 dicembre 1865 presso l'Università di Napoli. Filosofo, oratore e scrittore, fu membro di varie accademie ed associazioni culturali.
Il 27 novembre 1872, ebbe la nomina di professore pareggiato dell'Università di Napoli che rifiutò preferendo la scuola della Badia cavense alla quale fu preposto nel 1878 quale prefetto.
Il principale interesse del Bonazzi fu di carattere didattico. Cercò di rinnovare l'insegnamento del greco nelle scuole. Fu autore di numerosi testi scolastici, ispirati a nuovi indirizzi didattici. Una sua opera fu premiata dal VII congresso pedagogico italiano.
Ma la sua opera più importante, che gli diede fama europea, è il Dizionario greco-italiano, redatto fra il 1877 e il 1885 e pubblicato per la prima volta a Napoli da Morano nel 1885, che per mezzo secolo fu il lessico dal greco antico di maggior uso nelle scuole italiane, finché non fu superato dal Vocabolario greco-italiano di Lorenzo Rocci edito nel 1939. Dal 1885 al 1929 se ne ebbero ben venticinque edizioni e nel 1930 ne uscì una Nuova edizione interamente riveduta corretta e rifatta con nuovi tipi e con l'aggiunta dei nomi propri, ristampata fino al 1948.
Parallelamente, la sua carriera ecclesiastica continuò: nel 1892 diventò vicario generale della badiale diocesi cavense. Alla morte dell'abate Michele Morcaldi, il 7 marzo 1894 fu nominato da papa Leone XIII abate del monastero cavense. Successivamente, alla morte del cardinale Donato Maria Dell'Olio, arcivescovo di Benevento, fu preconizzato arcivescovo di Benevento da Leone XIII nel concistoro del 9 giugno 1902. L'11 giugno venne ordinato nella Basilica di San Paolo fuori le mura ed il 24 agosto prese possesso dell'arcidiocesi di Benevento.
Da ascrivere ai meriti di Bonazzi fu la riscoperta e lo studio degli antichi codici musicali beneventani. Durante il suo episcopato chiamò a studiare questi canti liturgici arcaici in notazione adiastematica, conservati nell'Archivio della Biblioteca Capitolare, alcuni dei maggiori specialisti dell'epoca, come Joseph Pothier, abate di Saint-Wandrille, e il benedettino Raphael Andoyer. Gli studi che ne scaturirono riuscirono a stabilire inequivocabilmente che il repertorio del canto beneventano precede quello del canto gregoriano propriamente detto.
Dopo circa 13 anni di governo episcopale, dopo un'ultima predicazione quaresimale, si ammalò gravemente alla vigilia della sua elevazione alla porpora cardinalizia che papa Benedetto XV aveva in serbo per lui. La salma fu tumulata nella chiesa di Santa Clementina a Benevento.

## Genealogia episcopale e successione apostolica
La genealogia episcopale è:
- Cardinale Scipione Rebiba
- Cardinale Giulio Antonio Santori
- Cardinale Girolamo Bernerio, O.P.
- Arcivescovo Galeazzo Sanvitale
- Cardinale Ludovico Ludovisi
- Cardinale Luigi Caetani
- Cardinale Ulderico Carpegna
- Cardinale Paluzzo Paluzzi Altieri degli Albertoni
- Papa Benedetto XIII
- Papa Benedetto XIV
- Papa Clemente XIII
- Cardinale Marcantonio Colonna
- Cardinale Giacinto Sigismondo Gerdil, B.
- Cardinale Giulio Maria della Somaglia
- Cardinale Carlo Odescalchi, S.I.
- Cardinale Costantino Patrizi Naro
- Cardinale Lucido Maria Parocchi
- Arcivescovo Benedetto Bonazzi, O.S.B.

La successione apostolica è:
- Arcivescovo Anselmo Filippo Pecci, O.S.B. (1903)
- Vescovo Vittore Maria Corvaia, O.S.B.  (1908)